# 木村屋總本店

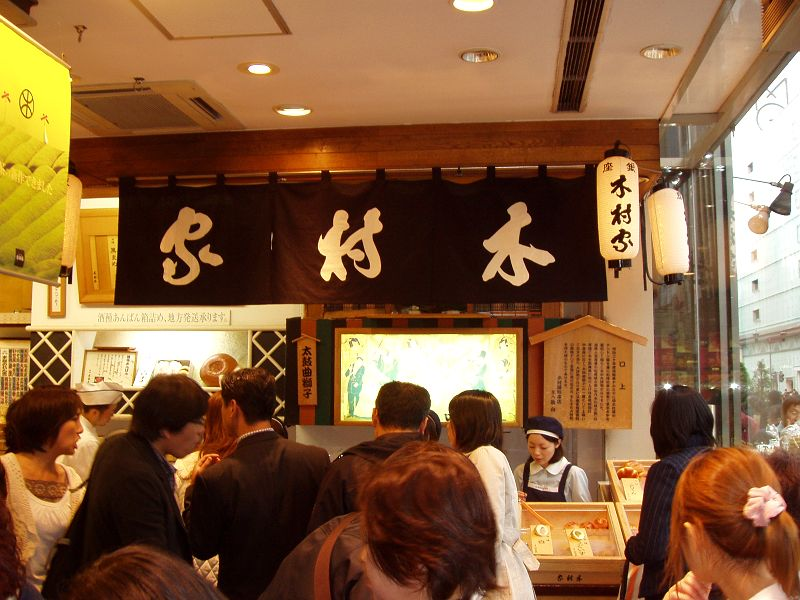
銀座木村家の店内（2008年5月11日撮影）

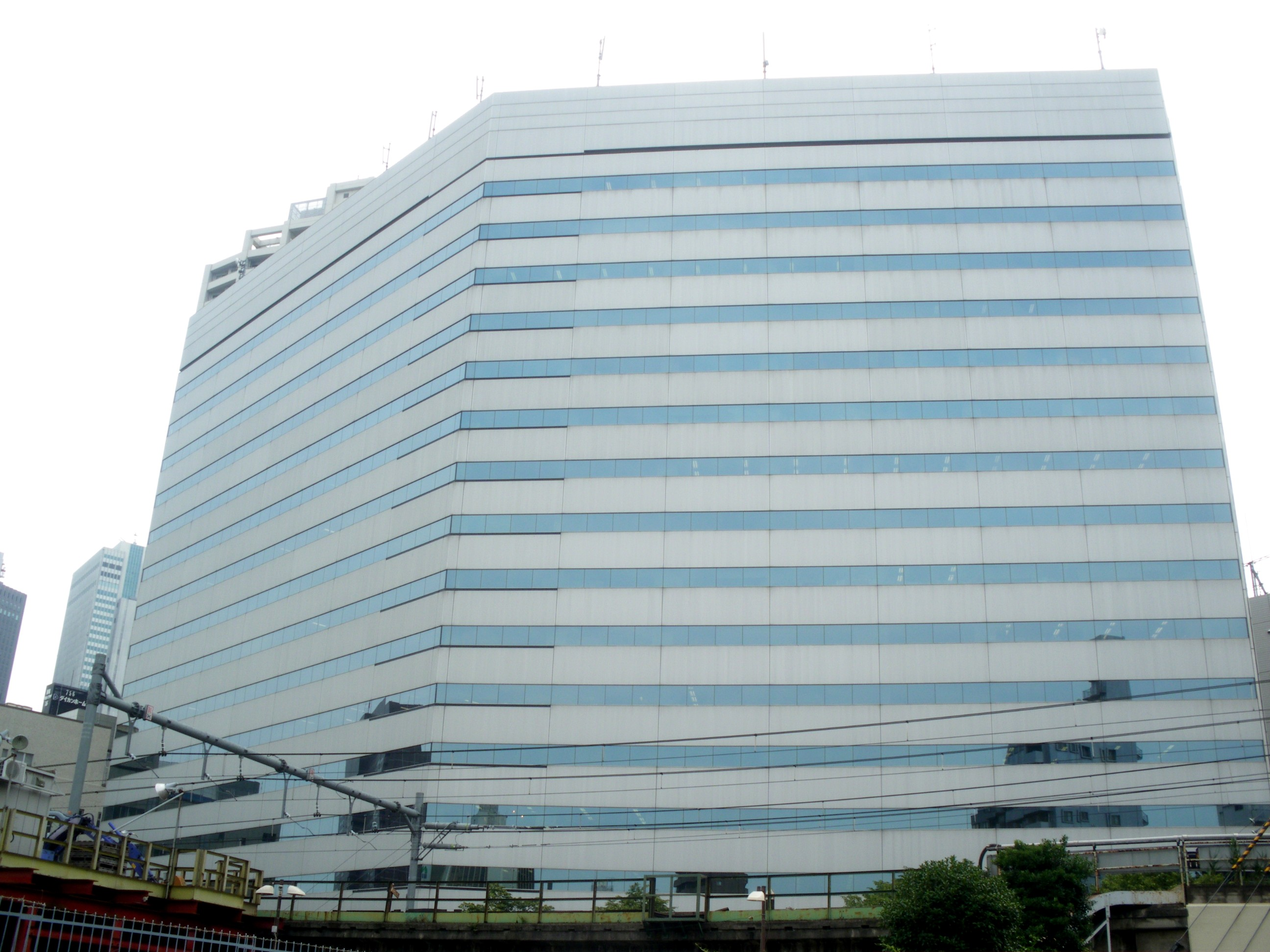
かつて本社事務所が置かれていた西新宿木村屋ビル。売り上げ不振が続いた2010年代に有明に移転

木村屋總本店（きむらやそうほんてん、英: Kimuraya Sohonten.,Ltd.）は、東京都江東区に本社を置く製パン企業・株式会社木村屋総本店の屋号である。
東京都中央区銀座にある「銀座本店」と呼ばれる店は、2009年（平成21年）に分離した同じルーツを持つ別会社の株式会社銀座木村家（ぎんざきむらや）が経営する。

## 概要
1869年（明治2年）創業の老舗パンメーカーである。1874年（明治7年）には、創業者の木村安兵衛とその次男で2代目の英三郎があんぱんを考案し、翌年には明治天皇に献上された（この時に木村屋のあんぱんの特徴でもある桜の塩漬けが、英三郎のアイデアで取り入れられた）。また、1900年（明治33年）には3代目・儀四郎がジャムパンを考案した。これらのパンは現在でも同社の看板商品として親しまれている。
銀座にある関連会社の株式会社銀座木村家（銀座本店）は、明治時代からの同地に店を構え、7・8階にある工場で焼いたパンを1階で販売するインストアショップ形式をとっている。
2018年（平成30年）現在、1日約30万個の袋パンを製造する製パン企業であり、その事業構成は、百貨店などで伝統的なあんぱんを中心に販売する「直営店事業」と、袋パンを製造・販売している「スーパー・コンビニ向け事業」に分かれ、後者が売上全体の80％を占める。首都圏の百貨店を中心とする21か所の直営店を運営するほか、スーパーマーケットやコンビニエンスストアなどで製品を販売している。前者の直営店で販売する商品には「銀座木村家」、後者で販売する商品には「木村屋總本店」のブランドを使用する。従来の蒸しパンを改良した「むしケーキ」も同社が元祖の商品である。
製造は、東京都江東区の本社併設の東京工場、千葉県柏市の直営所併設の柏工場の2か所で行っている。かつて神奈川県綾瀬市にあった藤沢工場は、2002年（平成14年）に埼玉県入間郡三芳町の三芳工場へ統合され操業を終了、その三芳工場も業務を柏工場へ移管し、2021年（令和3年）11月をもって操業を終了した。
そのほかカフェ事業として「Don Meister（ドンマイスター）」を、東京都千代田区平河町、東武百貨店池袋店、東京都江東区有明に「Don Meister+（ドンマイスタープラス）」を出店していたが、いずれも閉店している。

## 沿革
- 1869年（明治2年）- 木村安兵衛が東京芝日陰町（現:港区新橋付近）に「文英堂」を開業。
- 1870年（明治3年）- 京橋区尾張町（現:中央区銀座付近）へ移転、屋号を「木村屋」へ改称する。
- 1874年（明治7年）- 酒種あんぱんを発売。銀座に移転し木村屋工場創業[9]。
- 1875年（明治8年）- 明治天皇へ酒種あんぱんを献上、宮中御用商に加わる。
- 1893年（明治26年）- 静岡・新潟・金沢に直売店を開く[9]。
- 1897年（明治30年）- 台湾の基隆に進出[9]。
- 1899年（明治32年）- 京浜地方の菓子店を集結させた近代ビスケット工場「東洋製菓」設立に参加（翌年設立）[9]。
- 1900年（明治33年）- 東洋製菓のジャムを挟んだビスケットからヒントを得てジャムパンを考案し発売[10]。
- 1901年（明治34年）- 東洋製菓に倣って機械化を図る[9]。
- 1902年（明治35年）- 木村屋系統店による木村屋世襲会を結成し、木村屋統一餡として製餡専門工場の根津製餡所へ外注開始[9]。ビスケット製造の木村屋製菓合資会社（代表は木村屋出身の志村吉蔵）設立[9]。
- 1903年（明治36年）- 第五回内国勧業博覧会を契機に大阪日本橋に進出[9]。
- 1904年（明治37年）- 日露戦争が始まり、軍用パン製造のため工場増設など事業拡大する[9]。
- 1905年（明治38年）- 大連に進出[9]。
- 1911年（明治44年）- 京城・平壌に進出。軍需景気により平沼製菓を買収し、日本製菓を設立[9]。
- 1927年（昭和2年）- 現在の銀座本店が落成。
- 1930年（昭和5年）- 株式会社に改組、「株式会社木村屋総本店」を設立。
- 1956年（昭和31年）- 全日本パン協同組合連合会設立にあたり初代会長に5代目木村栄一就任[11]。
- 1965年（昭和40年）- 埼玉県入間郡三芳町に三芳工場を新設。
- 1967年（昭和42年）- 神奈川県綾瀬市に藤沢工場を新設。
- 1969年（昭和44年）- 創業100周年。
- 1970年（昭和45年）- 千葉県柏市に柏工場を新設。
- 1986年（昭和61年）- 中央区築地6丁目に「木村屋總本店ビル」が竣工、本社機能を同地へ移転させる。
- 1988年（昭和63年）- 新宿区西新宿に「西新宿木村屋ビル」が竣工。
- 2001年（平成13年）- 江東区有明に東京工場を新設。
- 2002年（平成14年）- 本社を西新宿木村屋ビルへ移転させる。
- 2008年（平成20年）2月 - 三芳工場に藤沢工場の業務を統合し、藤沢工場を閉鎖。
- 2009年（平成21年）- 株式会社銀座木村家を設立し、銀座本店内の業務を委嘱。
- 2010年（平成22年）3月 - 本社を東京工場内へ移転させる。
- 2012年（平成24年）- ウェブサイトをリニューアル。
- 2013年（平成25年）- 再生経営者として経営共創基盤より代表取締役副社長を迎える[3]。
- 2021年（令和3年）11月 - 三芳工場の業務を柏工場へ移管し、三芳工場を閉鎖。

## 事業所
- 本店（株式会社銀座木村家）- 東京都中央区銀座4丁目5-7

株式会社木村屋総本店所属の他店舗とは独立した運営をしており、株式会社銀座木村家が下記の事業を展開。
1階はベーカリー、2階はカフェ、3階と4階はレストランとして営業。上層階にはパン工場がある。
過去に多くののれん分けをしていることから、この建物を指して「木村屋總本店」と呼ばれることもある。
- 本社 / 東京工場 - 東京都江東区有明1丁目6-18[12]

直営店で販売する酒種あんぱんなどを製造。
- 柏工場 - 千葉県柏市新十余二14番地1[12]

スーパーマーケットやコンビニエンスストア向けの商品を製造。

### 過去に存在した事業所
- 藤沢工場 - 神奈川県綾瀬市上土棚北5-10-20
2008年12月にマルハン綾瀬上土棚店が開店。
- 三芳工場 - 埼玉県入間郡三芳町大字竹間沢381
解体済、跡地には2024年1月23日にヤオコー子会社のディスカウントストア「フーコット」が開店[13]。

## 歴代社長
- 初代 - 木村安兵衛（次男は木村英三郎）
- 2代目 - 木村英三郎（木村儀四郎の兄）
- 3代目 - 木村儀四郎（木村英三郎の弟）
- 4代目 - 木村栄三郎[14]
- 5代目 - 木村栄一[15]
- 6代目 - 木村周正（長男はブーランジェリーエリックカイザージャポン（メゾンカイザー）社長の木村周一郎、次男はパット（パンオトラディショネル）社長の木村寛。米国製パン協会卒[16]。東京青年会議所33代（1982年〈昭和57年〉）理事長も務めた[17]）
- 7代目 - 木村光伯（木村周一郎のいとこで[18]、学習院大学卒業[19]）

## のれん分け
明治末期から大正初期にかけての東京のパン業界では、木村屋系と三河屋系が2大勢力であり、その暖簾分けでなければ絶対繁盛しないと言われたほどだった。木村屋3代目の木村儀四郎は1902年（明治35年）に木村屋系の店の集まりである「木村屋世襲会」を作ったが、日露戦争（1906年）ころまでは10軒程度だった木村屋名のパン屋が大正初期には100軒以上となって混乱状態となったため、直接の暖簾分け以外の孫店やひ孫店とは関係を絶ち、正統な木村屋系統店にのみ認可証を出し、月に1回30名程度の関係者が総本店に集まって研究を重ねた。これをもとに、1949年（昭和24年）には木村屋睦会が結成された。
- 蔵六餅本舗木村屋 - 株式会社木村屋。1882年（明治15年）に第2号店として千葉県佐倉市で創業。佐倉歩兵第57連隊へ納入していた。既にパンの製造販売は行っていない。
- つるおか菓子処木村屋 - 有限会社木村屋。1887年（明治20年）に山形県鶴岡市で創業。
- 田村町木村屋 - 株式会社キムラヤ。1900年（明治33年）に現在の東京都港区で創業。
- 酒田木村屋 - 有限会社木村屋。1902年（明治35年）に山形県酒田市で創業。
- 築地木村家 - 株式会社木村家ペストリーショップ。1910年（明治43年）に東京都中央区で創業。2021年（令和3年）6月17日閉店[20]。
- 岡山木村屋 - 株式会社岡山木村屋。1919年（大正8年）に岡山市で創業。のれん分けされた中では最大規模である。
- KIMURAYA - 有限会社木村屋商店。銀座木村家で丁稚奉公した人物が1926年（大正15年）に栃木県小山市で創業[21]。
- 札幌キムラヤ - 株式会社札幌キムラヤ。1927年（昭和2年）に札幌市南区で創業。現在、總本店の支援の下で経営再建中である。
- ヨーロッパンキムラヤ - 株式会社ヨーロッパンキムラヤ。1927年（昭和2年）に福井県鯖江市で創業。
- 木村屋 - 株式会社木村屋。1950年（昭和25年）に福岡県久留米市で創業。2017年（平成29年）に事業を終了。

## テレビ番組
- 日経スペシャル カンブリア宮殿 パン業界のフロンティア 老舗 木村屋總本店の挑戦（2021年6月10日、テレビ東京）[22]

## 関連会社
- 株式会社銀座木村家 - 銀座本店の運営を行う。代表取締役社長に木村美貴子（6代目木村周正の弟:信義の娘）[23]。
- 株式会社キムラヤフレッシュライン
- 都不動産管理株式会社
- 株式会社木村屋ダイヤモンドヒルズ - 不動産賃貸業
- 株式会社ブーランジェリーエリックカイザージャポン

木村屋總本店の6代目社長周正の長男・周一郎が叔母の資金援助により起業したフランスパン専門のパン屋。フランスの有名パン職人エリック・カイザーの店「メゾンカイザー」と同じ店舗名で展開。ちなみに「メゾンカイザー」はフランスパン専門店であるため、キムラヤの看板商品である「あんぱん」や「メロンパン」などの菓子パンは置いていない。